# 黒嶋敏
黒嶋 敏（くろしま さとる、1972年 - ）は、日本史学者。東京大学史料編纂所准教授。
東京都生まれ。1996年青山学院大学文学部史学科卒、98年同大学院文学研究科博士後期課程中退、東京大学史料編纂所に勤務、助手、2007年助教。2009年「中世日本列島の政治社会構造」で博士（歴史学）の学位を取得。専門は日本中世史。

## 著書

### 単著
- 『中世の権力と列島』高志書院、2012年9月。ISBN 978-4-86215-113-1。
- 『海の武士団　水軍と海賊のあいだ』講談社選書メチエ、2013年9月。ISBN 978-4-06-258562-0。吉川弘文館「読みなおす日本史」、2021年11月 ISBN　9784642071697
- 『天下統一　秀吉から家康へ』講談社現代新書、2015年11月。ISBN 978-4-06-288343-6。
- 『琉球王国と戦国大名　島津侵入までの半世紀』吉川弘文館〈歴史文化ライブラリー〉、2016年2月。ISBN 978-4-642-05821-6。
- 『秀吉の武威、信長の武威　 天下人はいかに服属を迫るのか』平凡社、2018年2月。ISBN 978-4-582-47737-5。

### 共著
- 村井章介 編『中世東国武家文書の研究―白河結城家文書の成立と伝来』高志書院、2008年5月。ISBN 978-4-86215-040-0。
- 歴史学研究会編『由緒の比較史』青木書店〈歴史学の現在12〉、2010年5月。ISBN 978-4-250-21012-9。
- 小野, 正敏、五味, 文彦、萩原, 三雄 編『中世はどう変わったか』高志書院〈考古学と中世史研究7〉、2010年7月。ISBN 978-4-86215-078-3。
- 金子拓 編『「信長記」と織田信長の時代』勉誠出版、2012年7月。ISBN 978-4-585-22041-1。
- 藤原良章『中世人の軌跡を歩く』高志書院、2014年3月。ISBN 978-4-86215-130-8。
- 平雅行 編『公武権力の変容と仏教界』清文堂出版〈中世の人物　第三巻〉、2014年7月。ISBN 978-4-7924-0996-8。
- 川岡勉 編『中世の西国と東国ー権力から探る地域的特性』戎光祥出版〈戎光祥中世史論集　第1巻〉、2014年10月。ISBN 978-4-86403-136-3。
- 谷口央 編『関ヶ原合戦の深層』高志書院、2014年11月。ISBN 978-4-86215-142-1。
- 黒嶋敏、屋良健一郎『琉球史料学の船出　いま、歴史情報の海へ』勉誠出版、2017年5月。ISBN 978-4-585-22175-3。

## 論文
- 黒嶋敏